# Cyrtinus
Cyrtinus es un género de escarabajos longicornios.

## Especies
- Cyrtinus acunai Fisher, 1935
- Cyrtinus araguaensis Howden, 1973
- Cyrtinus beckeri Howden, 1960
- Cyrtinus bifasciatus Martins & Galileo, 2009
- Cyrtinus bordoni Joly & Rosales, 1990
- Cyrtinus eugeniae Fisher, 1935
- Cyrtinus farri Howden, 1960
- Cyrtinus fauveli (Cameron, 1909)
- Cyrtinus fisheri Wappes, Santos-Silva & Nascimento, 2020
- Cyrtinus granulifrons Howden, 1970
- Cyrtinus hispidus Martins & Galileo, 2009
- Cyrtinus howdeni Wappes, Santos-Silva & Nascimento, 2020
- Cyrtinus hubbardi Fisher, 1926
- Cyrtinus humilis Zayas, 1975
- Cyrtinus jamaicensis Howden, 1970
- Cyrtinus melzeri Martins & Galileo, 2009
- Cyrtinus meridialis Martins & Galileo, 2010
- Cyrtinus mockfordi Howden, 1959
- Cyrtinus mussoi Joly & Rosales, 1990
- Cyrtinus oakleyi Fisher, 1935
- Cyrtinus opacicollis (Bates, 1885)
- Cyrtinus penicillatus (Bates, 1885)
- Cyrtinus peruviensis Audureau, 2017
- Cyrtinus pygmaeus (Haldeman, 1847)
- Cyrtinus querci Howden, 1973
- Cyrtinus sandersoni Howden, 1959
- Cyrtinus schwarzi Fisher, 1926
- Cyrtinus striatus Joly & Rosales, 1990
- Cyrtinus subopacus Fisher, 1935
- Cyrtinus umbus Martins & Galileo, 2009